# ジェラール・エッキング
ジェラール・エッキング（Gérard Hekking, 1879年6月12日 - 1942年6月5日）は、フランスのチェリスト、チェロ教師。

## 生涯
エッキングはナンシーに生まれた。1903年から1914年までアムステルダムのロイヤル・コンセルトヘボウ管弦楽団の首席チェロ奏者を務め、演奏家としての活動の傍らアムステルダム音楽院でチェロの教授として教鞭を執った。第一次世界大戦の最中に親交を結んだジョゼフ・ブノワは、1917年にチェロソナタを彼のために作曲した。彼は同年にガブリエル・フォーレの『チェロソナタ第1番』、また1921年には同『第2番』をアルフレッド・コルトーと共に初演している。1927年からはパリ音楽院の教壇に立ち、ここでライネ・フラコット、モーリス・ジャンドロン、ポール・トルトゥリエらを育てた。彼は生涯この職に留まった。
エッキングはパリで62年の生涯を閉じた。チェリストのアンドレ・エッキングとアントン・ヘッキング兄弟とは従兄弟の関係にあたる。